# Regen (Baviera)
Regen é um município da Alemanha, situado no distrito de Regen, no estado da Baviera. Tem 65,15 km² de área, e sua população em 2019 foi estimada em 10.988 habitantes.